# Anxi (Quanzhou)

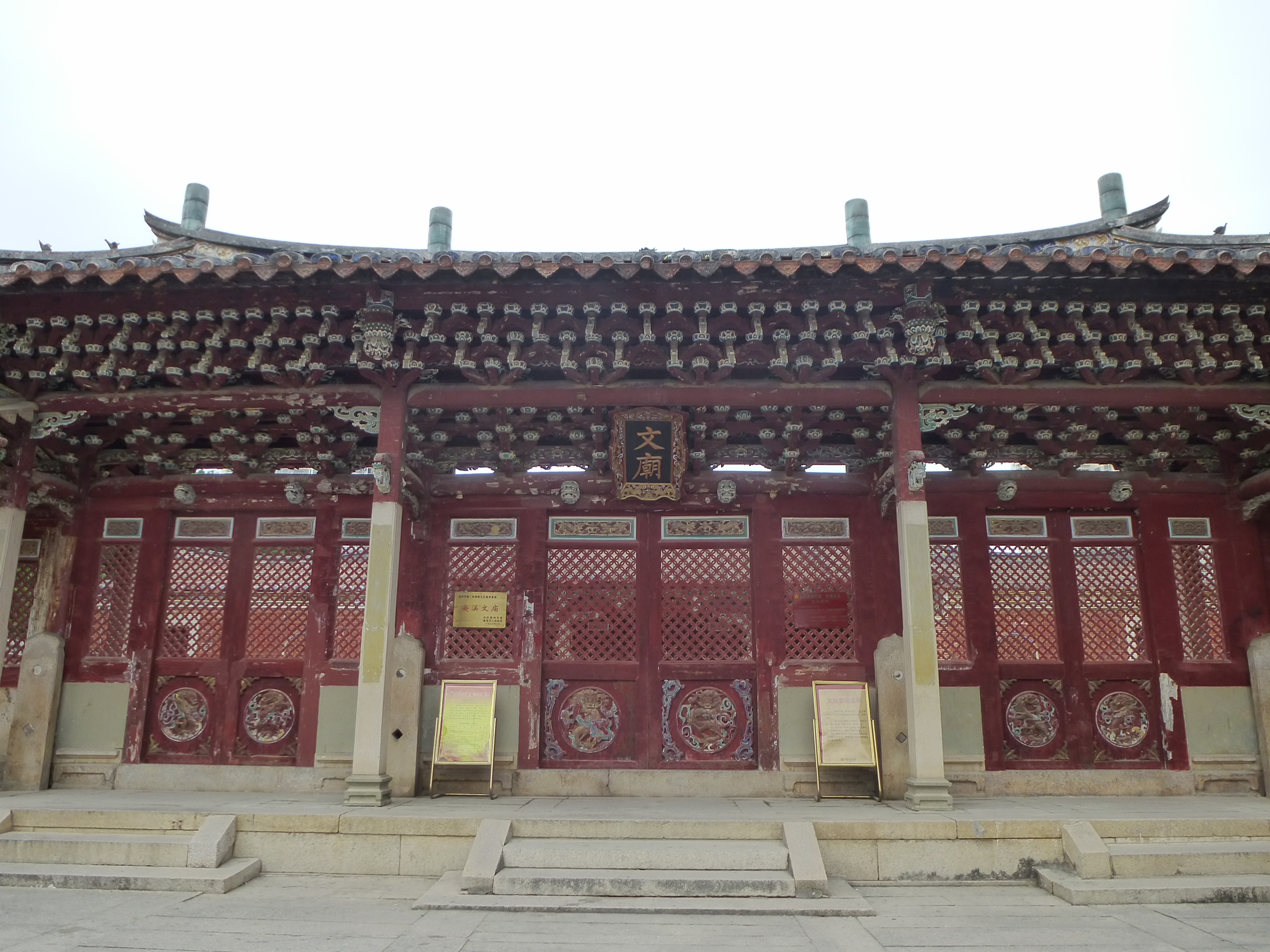
Konfuzianischer Tempel von Anxi

Anxi (chinesisch 安溪县, Pinyin Ānxī Xiànⓘ, Pe̍h-ōe-jī An-khoe-koān) ist ein Kreis der bezirksfreien Stadt Quanzhou in der südostchinesischen Provinz Fujian. Anxi hat eine Fläche von 3057,28 km². Ende 2021 hatte der Kreis Anxi 1.212.000 registrierte Einwohner, die meisten davon Han und She. Davon lebten jedoch nur 1.004.000 Menschen ständig in Anxi, der Rest war als Wanderarbeiter, Student etc. in anderen Landesteilen unterwegs.
Zu den Sehenswürdigkeiten zählt der denkmalgeschützte Konfuzianische Tempel von Anxi (Anxi wenmiao 安溪文庙) aus dem Jahr 1001.

## Geschichte
In der Sui-Dynastie (581–618) gehörte die Gegend des heutigen Anxi zum Gebiet des 589 gegründeten Kreises Nan’an (seit 1993 eine kreisfreie Stadt). Im Jahr 864 der Tang-Dynastie wurde dann aus zwei Gemeinden im Nordwesten des Kreises Nan’an der – immer noch Nan’an unterstehende – Markt Xiaoxi (小溪场) als eigenständige Verwaltungseinheit gegründet.
Im Jahr 955 der Späteren Zhou-Dynastie stellte der aus Xiaoxi gebürtige Marktaufseher (场监) Zhan Dunren (詹敦仁, 914–979) beim Militärkommandeur von Qingyuan (清源军节度使, seit 978 Quanzhou) den Antrag, den Markt zum Kreis zu erheben. Diesem Antrag wurde stattgegeben. Der Kreis Qingxi (清溪县, also „Klarbach“) wurde gegründet und der Militärkommandantur Qingyuan unterstellt. Am 1. November 1120 begann unter der Führung des Lackbaumplantagenbesitzers Fang La (方腊) im gleich geschriebenen Kreis Qingxi von Zhejiang (der heutige Kreis Chun’an) ein Bauernaufstand gegen die Nördliche Song-Dynastie. Um sich von diesen Ereignissen zu distanzieren, wurde der Kreis Qingxi von Quanzhou 1121 in das heutige Anxi, also „Friedbach“ umbenannt. Nach der Xinhai-Revolution und der Gründung der Republik China am 1. Januar 1912 gab es eine Reihe von Verwaltungsreformen. 1927 wurde der Kreis Anxi schließlich direkt der Provinz Fujian unterstellt.
Im Rahmen des Ersten Chinesischen Bürgerkriegs (1927–1937) fand am 25. August 1933 im Dorf Dongxi (东溪村) der Großgemeinde Jingu eine Versammlung kommunistischer Arbeiter- und Bauernvertreter aus den Kreisen Anxi, Nan’an, Yongchun und Dehua statt, auf der die Gründung der Sowjetregierung von Annanyongde (安南永德苏维埃政府, die ersten Silben der beteiligten Kreise) beschlossen wurde.
Der seit dem 19. November 2020 unter Denkmalschutz stehende Sitz der Regierung befand sich in der Ahnenhalle der Familie Chen (陈氏祠堂) im heutigen Verwaltungsdorf Xibang (溪榜村) von Jingu.
Als sich die kommunistische Hauptstreitmacht im Oktober 1934 auf den Langen Marsch nach Norden begab, kam auch der Annanyongde-Sowjet unter Druck. Ab Oktober 1935 führte man nur noch vereinzelte Partisanenangriffe gegen die Kuomintang-Truppen durch. Im April 1936 wurde der Sowjet offiziell aufgelöst und die Kämpfer verteilten sich in kleinen Gruppen auf die Provinzen Fujian und Guangdong. Im Oktober 1937 wurden sie in die Neue 4. Armee (新四军) integriert.
Im Juli 1949 rückte die 10. Armee (第十兵团) der Roten Armee in Fujian ein. Am 31. August 1949 wurde Fengcheng, der Sitz der Kreisregierung, erobert, das dort stationierte 2. Regiment der Sicherheitstruppe der Kuomintang zog sich nach Xiamen zurück.
Im September 1949 wurde dann offiziell die Volksregierung des Kreises Anxi (安溪县人民政府) eingesetzt. Nach einer Reihe von Verwaltungsreformen erreichte der Kreis Anxi im Jahr 1990 eine Ost-West-Ausdehnung von 74 km und eine Nord-Süd-Ausdehnung von 63 km. Mit einer Fläche von 3057,28 km² ist er der größte Kreis von Quanzhou.

## Administrative Gliederung
Auf Gemeindeebene setzt sich Anxi aus 15 Großgemeinden und neun Gemeinden zusammen. Diese sind:
- Großgemeinde Cannei (参内镇);
- Großgemeinde Changqing (长卿镇);
- Großgemeinde Chengxiang (城厢镇);
- Großgemeinde Fengcheng (凤城镇), Sitz der Kreisregierung;
- Großgemeinde Gande (感德镇);
- Großgemeinde Guanqiao (官桥镇);
- Großgemeinde Huqiu (虎邱镇);
- Großgemeinde Hutou (湖头镇);
- Großgemeinde Jiandou (剑斗镇);
- Großgemeinde Jingu (金谷镇);
- Großgemeinde Kuidou (魁斗镇);
- Großgemeinde Longmen (龙门镇);
- Großgemeinde Lutian (芦田镇);
- Großgemeinde Penglai (蓬莱镇);
- Großgemeinde Xiping (西坪镇);
- Gemeinde Bailai (白濑乡);
- Gemeinde Daping (大坪乡);
- Gemeinde Futian (福田乡);
- Gemeinde Hushang (湖上乡);
- Gemeinde Lantian (蓝田乡);
- Gemeinde Longjuan (龙涓乡);
- Gemeinde Shangqing (尚卿乡);
- Gemeinde Taozhou (桃舟乡);
- Gemeinde Xianghua (祥华乡).

## Wirtschaft

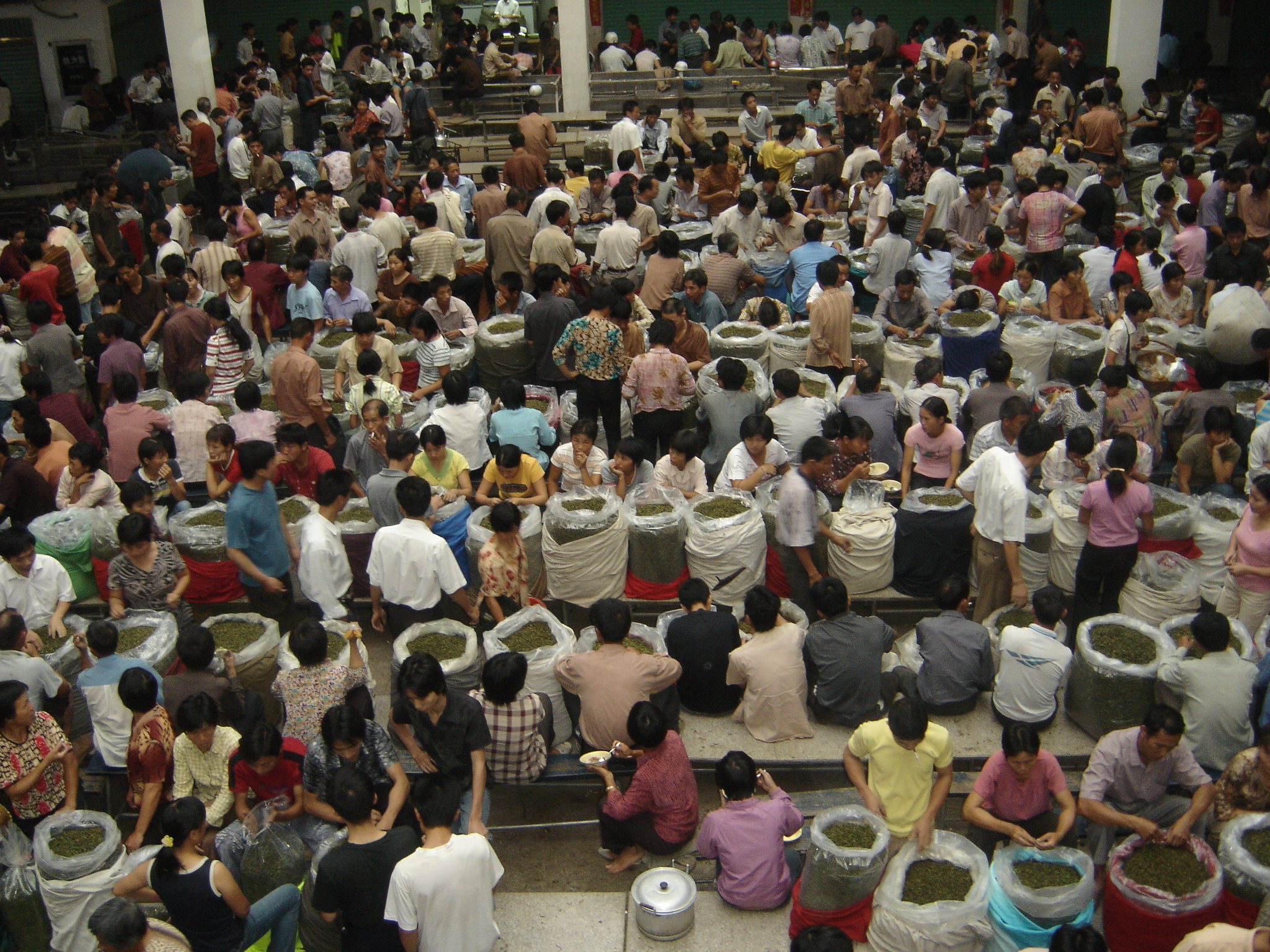
Teemarkt in Chengxiang

Anxi ist geografisch zweigeteilt in das sogenannte „Innere Anxi“ (内安溪) im Westen mit gebirgigem und unwegsamem Terrain sowie das niedrig gelegene „Äußere Anxi“ (外安溪) im Osten, mit tropischem Klima und guten Verkehrsverbindungen.
Zum Inneren Anxi werden unter anderem die Großgemeinden Changqing, Gande, Jiandou sowie die Gemeinde Xianghua gezählt, zum Äußeren Anxi gehören unter anderem die Großgemeinden Fengcheng, Cannei, Chengxiang, Guanqiao, Hutou, Longmen, Xiping und die Gemeinde Daping.
In Anxi wird traditionell Tee angebaut. Die bekannteste Sorte ist seit dem 18. Jahrhundert Tieguanyin, der zu Oolong verarbeitet wird. Der ursprüngliche Teebusch, auf den diese Sorte zurückgeht, wurde in der damaligen Gemeinde Yaoyang (尧阳乡) entdeckt, heute ein Verwaltungsdorf der Großgemeinde Xiping, nach unterschiedlicher Überlieferung entweder 1725 von dem Teebauern Wei Yin (魏荫, 1703–1775) aus dem heutigen Verwaltungsdorf Songyan (松岩村) oder 1736 von dem Ritenkundler Wang Shirang (王士让, 1691–1751) aus dem heutigen Verwaltungsdorf Nanyan (南岩村). Fest steht, dass Wang Shirang 1741 auf einer Dienstreise nach Peking Fang Bao (方苞, 1668–1749, auch bekannt als Fang Wangxi bzw. 方望溪), damals Staatssekretär im Ritenministerium, als Geschenk aus seiner Heimat eine Probe des Tees mitbrachte, der ihn nach Verköstigung an den Inneren Hof weiterreichte. Auch Kaiser Aisin Gioro Hongli fand Gefallen an dem Tee, was dem Produkt zu großer Bekanntheit verhalf. Nachdem der Tieguanyin 1916 auf einer Teemesse im japanisch besetzten Taiwan den ersten Preis gewonnen hatte, wurde er verstärkt ins asiatische Ausland verkauft. Im Juni 1982 wurde der Tieguanyin zum Nationalen Markentee (全国名茶) ernannt.
Tieguanyin wird durchaus auch in höheren Lagen angebaut. So ist zum Beispiel die Sorte Longxin (龙馨, also „Drachenduft“) aus Gande sehr beliebt und in der Spitzenqualität auch sehr teuer. Nichtsdestotrotz reicht der Teeanbau nicht, um die Bevölkerung zu ernähren. Obwohl in den Bergen Kalkstein abgebaut und zu Zement verarbeitet wird – der zweite Hauptwirtschaftszweig von Anxi – war der Kreis bis in die 1990er Jahre als einer der ärmsten in China bekannt. Erst nach einer Reihe von Modernisierungsmaßnahmen und dem Ausbau des Tourismus kam etwas Wohlstand in die Gegend.
Seit 2022 baut der Kreis in Zusammenarbeit mit der Chang Guang Satellitentechnik GmbH aus Changchun und der Satellite Link Bridge GmbH (深圳中科星桥空天数据科技有限公司) aus Shenzhen (beides Ausgründungen der Chinesischen Akademie der Wissenschaften) eine Datenbank auf, in der von den am 27. Februar 2022 und am 30. April 2022 gestarteten Erdbeobachtungssatelliten Anxi Tieguanyin 1 und 2, auch bekannt als Jilin 1 Gaofen 03D18 bzw. Jilin 1 Gaofen 04A, ermittelte Daten gespeichert und verarbeitet werden. Durch die Kontrolle der Feuchtigkeit in den Blättern soll zum einen die Teequalität verbessert werden, zum anderen verschaffen die Satelliten der Provinzregierung von Fujian einen objektiven Überblick über die angebauten Sorten und Mengen und erleichtern so die Wirtschaftsplanung.